# Русская Серда
Русская Серда́ — упразднённое село в Пестречинском районе Татарской АССР. Прекратило существование в 1970-е годы.

## Топоним
Название села (наравне с другими населёнными пунктами, имеющими в своём названии слово «серда») происходит от татарского «сәрдә» — «сныть» («подагричник»).
Ранее село Русская Серда было известно также как Нижняя Серда и Преображенское.

## География
Находилось на левом берегу Мёши в 3 км к востоку от села Чита.

## История
Серда Нижняя, Преображенское (1059). Село при реке Мёше, по Ногайской торговой дороге. От города 40 вёрст, волостное правление 5 вёрст. […] На южной стороне церкви, за оврагом, в пахатном поле, принадлежавшем помещику Суворову, саженях в 150 от церкви, сохраняется могильный камень с татарской надписью. Камень поставлен вертикально. Высота его 1 арш[ин] 3 верш[ка], ширина 13 верш[ков]. Татарская надпись на нём явственна, но настолько выветрела и стёрта, что едва ли поддаётся прочтению и специалиста. Рядом стоял другой такой же камень, но от него в 1886 году на месте были только небольшие осколки.— Износков И. Список населённых мест Казанской губернии, с кратким описанием их. Лаишевский уезд// Выпуск 1-й. — Казань: Типография Губернского Правления, 1893. — С. 93.
В 1850-х годах в Нижней Серде функционировали солодовенный и кирпичный заводы, устроенные помещиком Михаилом Ивановичем Мельниковым.
После освобождения крестьян село делилось на два общества: «Мельниковское» и «Суворовское». При этом земельный надел крестьян первого общества составлял 117 десятин, второго — 37 десятин.
В дореволюционное время входило в Казыльскую волость Лаишевского уезда Казанской губернии. Впоследствии — в Пестречинский район Татарской АССР. В связи с политикой «укрупнения колхозов» в 1960—1970 годы и оттоком населения в город прекратило своё существование.

## Население
До Крестьянской реформы 1861 года жители Нижней Серды относились к категории помещичьих крестьян, принадлежавших статскому советнику Михаилу Ивановичу Мельникову и майорше Фионе Матвеевне Суворовой.
По состоянию на 1893 год, в Нижней Серде было 53 двора, в которых проживали 189 мужчин и 192 женщины. По национальности — все русские.. В 1930 году — 409 человек

## Инфраструктура
В конце XIX века население занималось земледелием, промыслами: кузнечным, слесарным, бондарным, портняжным.

## Церковный приход
В 1774 году в Нижней Серде была построена каменная церковь Преображения Господня (в стиле барокко) с приделом во имя Святой Великомученницы Параскевы. Впоследствии к церкви был также пристроен придел во имя Святой Мученицы Софьи.

 На церковной ограде имеются надгробные памятники на могилах: 1) отставного прапорщика Ивана Ивановича Козлянинова; скончался в 1782 году. 2) коллежского асесс[ора] Ивана Даниловича Хвостова; скончался [в] 1810 г., 3) Александры Ивановны Каменовской; скончал[ась] [в] 1862 г.— Износков И. Список населённых мест Казанской губернии, с кратким описанием их. Лаишевский уезд// Выпуск 1-й. — Казань: Типография Губернского Правления, 1893. — С. 93.
В церковный «Сердинский приход», по состоянию на 1893 год, входили: село Нижняя Серда (Преображенское) и четыре деревни — три Казыльской волости (Атрячи /Отрячи/, Колкомерка /Кулькумер/, Верхняя Серда /Кряш-Серда/) и одна Пановской волости (Кибечь /Кибечь-Ковали/) Лаишевского уезда. Всего прихожан было: 1144 мужчины, 1253 женщины. При этом в национальном отношении среди них преобладали «старокрещённые татары» (кряшены) (897 мужчин и 1013 женщин), русских было — 247 мужчин и 240 женщин.
В настоящее время от села сохранилась только церковь в полуразрушенном состоянии.

## Известные уроженцы
В селе родился известный земский деятель, член III Государственной думы от Казанской губернии, белоэмигрант Николай Александрович Мельников (1872—1951).

 Я родился 15 октября 1872 г. в нашем родовом имении при селе Преображенском, Нижняя Серда тож, Лаишевского уезда, Казанской губернии. Здесь я безвыездно прожил до десятилетнего возраста, когда меня отдали в гимназию. После этого все зимы пришлось проводить уже в Казани.— Мельников, Николай Александрович 19 лет на земской службе (автобиографический очерк и воспоминания)